# Zdeněk Mlynář (cyclisme)
Pour les articles homonymes, voir Mlynář.
Cet article concerne le coureur cycliste. Pour l'écrivain, voir Zdeněk Mlynář.
Zdeněk Mlynář (né le 30 octobre 1976 à Valtice) est un coureur cycliste tchèque spécialisé dans la pratique du cyclo-cross. Il est notamment champion du monde de cyclo-cross juniors en 1995.

## Biographie
Zdeněk Mlynář termine 19e des mondiaux de cyclo-cross juniors (17/18 ans) en 1994. L'année suivante, il devient champion du monde de cyclo-cross juniors à Eschenbach, en Suisse. Il s'impose en solitaire avec 12 secondes d'avance sur le Français Guillaume Benoist. En 1996, il monte à nouveau sur le podium des mondiaux de cyclo-cross, en prenant la troisième place de la course des espoirs (moins de 23 ans), à 4 secondes du vainqueur, le Français Miguel Martinez.
En 2002, il gagne sur route Velká Bíteš-Brno-Velká Bíteš.
Lors de la saison 2004-2005, il gagne au sprint la première manche de la Coupe du monde de cyclo-cross à Wortegem-Petegem. Il termine également troisième de la manche de Milan.
Après une dernière saison en 2013, il arrête sa carrière.

## Palmarès en cyclo-cross
- 1994-1995
  -  Champion du monde de cyclo-cross juniors
- 1995-1996
  -  Médaillé de bronze du championnat du monde de cyclo-cross espoirs
- 1996-1997
  - 3e du championnat de Tchéquie de cyclo-cross
  - 9e du championnat du monde de cyclo-cross espoirs
- 2004-2005
  - Coupe du monde de cyclo-cross #1, Wortegem-Petegem
  - Classement général de la Budvar Cup
    - Budvar Cup Plzen
    - Budvar Cup Uničov

  - Int. Radquer GP Baumgartner
- 2005-2006
  - Budvar Cup Česká Lípa
- 2006-2007
  - Classement général de la Budvar Cup
    - Budvar Cup Podbořany
    - Budvar Cup Uničov
    - Budvar Cup Louny
    - Budvar Cup Plzen
    - Budvar Cup Kolín
- 2007-2008
  - Classement général de la Budvar Cup
    - Budvar Cup Uničov
    - Budvar Cup Hlinsko
    - Budvar Cup Kolín
- 2008-2009
  - Cyclo-cross International Podbrezova

## Palmarès sur route
- 2002
  - Velká Bíteš-Brno-Velká Bíteš